# Os Abutres Têm Fome
Os Abutres Têm Fome (em inglês:  Two Mules for Sister Sara) é um filme estadunidense de 1970, do gênero western, dirigido por Don Siegel e estrelado por Shirley MacLaine e Clint Eastwood.

## Sinopse
O filme começa com Hogan, um mercenário americano aliado dos juaristas, salvando uma mulher raptada e prestes a ser molestada por bandoleiros do deserto. Após ser liberta, a mulher, quase despida, surpreende o cowboy ao vestir um hábito de freira, dizendo-se chamar irmã Sara. Hogan concorda em acompanhar a irmã Sara durante o resto da travessia do deserto, mesmo sabendo que isso o atrasará, pois a mulher monta uma mula carregada e lenta. Ela se mostrará uma companheira competente em várias situações de perigo que os aguardam. Mas o cowboy não sabe de toda a verdade sobre a religiosa.[carece de fontes?]

## Elenco
- Shirley MacLaine .... Sara
- Clint Eastwood .... Hogan
- Manuel Fábregas .... Coronel Beltran (como Manolo Fábregas)
- Alberto Morin .... General LeClaire
- Armando Silvestre
- John Kelly
- Enrique Lucero
- David Estuardo .... Juan
- Ada Carrasco .... mãe de Juan
- Pancho Córdova .... pai de Juan
- José Chávez .... Horatio